# Straßenverkehrs-Zulassungs-Ordnung
Die deutsche Straßenverkehrs-Zulassungs-Ordnung (StVZO) ist eine Rechtsverordnung der Bundesrepublik Deutschland auf Grundlage des § 6 des Straßenverkehrsgesetzes, erlassen vom Bundesministerium für Verkehr.
Gemeinsam mit der Straßenverkehrs-Ordnung (StVO) regelte die StVZO bis 1998 weite Bereiche des Straßenverkehrsrechts.
Die StVZO wird derzeit abgebaut und in andere Verordnungen überführt. Der erste Schritt wurde mit der Überarbeitung des Teils A mit den §§ 1–15 (Zulassung von Personen zum Straßenverkehr) durchgeführt. Dieser Teil wurde durch die Verordnung über die Zulassung von Personen im Straßenverkehr Fahrerlaubnis-Verordnung (FeV) am 1. Januar 1999 aufgehoben und ersetzt.
Der zweite Schritt betraf den Bereich der Zulassung von Fahrzeugen zum Straßenverkehr mit den §§ 24–28, Teil IIa und den Anlagen I–VII, die zum 1. März 2007 aus der StVZO gestrichen und mit entsprechenden Änderungen in die Fahrzeug-Zulassungsverordnung (FZV) überführt wurden. 2011 wurden einige Vorschriften der StVZO in die EG-Fahrzeuggenehmigungsverordnung überführt. Vorgesehen ist – wann, ist noch offen – eine Fahrzeug-Betriebs-Verordnung (FBV). Mit deren Einführung soll die StVZO endgültig abgeschafft werden.

## Regelungsgehalt
Die Straßenverkehrs-Zulassungs-Ordnung regelt derzeit noch formale und technische Voraussetzungen für die Zulassung von Fahrzeugen für den Verkehr auf öffentlichen Straßen, Wegen und Plätzen.
- Teil I behandelt die Zulassung von Fahrzeugen im Allgemeinen,
- Teil II die Betriebserlaubnis und Bauartgenehmigung,
- Teil III die Bau- und Betriebsvorschriften.

Die Vorschriften zur Bauart von Kraftfahrzeugen in den §§ 32–62 StVZO sind sehr detailliert, jedoch durch konkurrierende EG-Richtlinien für die meisten Fahrzeugarten (PKW, LKW) oft nicht mehr anzuwenden. Auch die Bauartvorschriften für andere Fahrzeuge – insbesondere für Fahrräder –, §§ 63–67 StVZO, werden wegen Regelungen kritisiert, die den technischen Fortschritt behindern.
Eine regelmäßige technische Untersuchung der Kraftfahrzeuge (Hauptuntersuchung, abgekürzt HU) wird nach § 29 StVZO bzw. Anlage VIII vorgeschrieben. Der Nachweis hierfür erfolgt über die Eintragung in der Zulassungsbescheinigung Teil I und die Prüfplakette am Heck-Kennzeichenschild.
Die Straßenverkehrsbehörde bzw. die Polizei (im Rahmen der Eilzuständigkeit) kann nach § 17 StVZO die Behebung von Mängeln innerhalb einer Frist auferlegen und gegebenenfalls die Benutzung untersagen („Fahrzeug stilllegen“) oder einschränken. Das Versäumen der notwendigen Untersuchung innerhalb der Frist ist eine Verkehrsordnungswidrigkeit (15 bis 40 Euro).

## Fortbestehende Gültigkeit alter Vorschriften
Gemäß § 72 Abs. 1 gelten für ältere Fahrzeuge, die vor dem 3. Juli 2021 erstmals in den Verkehr gekommen sind, die zum Zeitpunkt ihrer Zulassung geltenden Vorschriften fort.

## Historisches zur Titelgebung
Im Reichsgesetzblatt 1937 (S. 1215) lautet der ursprüngliche Titel der StVZO in Langfassung Verordnung über die Zulassung von Personen und Fahrzeugen zum Straßenverkehr; als Kurzfassung des Titels war Straßenverkehrs-Zulassungs-Ordnung vorgegeben. Später ist der ursprüngliche lange Titel aus den Gesetzblättern verschwunden, während die damalige Kurzfassung des Titels heute als Langfassung gilt und ein Kurztitel nicht mehr existiert. Die Abkürzung StVZO blieb seit 1937 unverändert.
In der DDR wurde mit am 4. Oktober 1956 eine gesonderte Verordnung über die Zulassung von Personen und Fahrzeugen zum Straßenverkehr (Straßenverkehrs-Zulassungs-Ordnung - StVZO -) zum 1. April 1957 eingeführt, welche die StVZO von 1937 ersetzte. Diese wurde durch eine neue StVZO vom 26. November 1981 mit Wirkung vom 1. Juni 1982 ersetzt. In Folge der Währungs-, Wirtschafts- und Sozialunion am 1. Juli 1990 wurde sie durch die StVZO in der bundesdeutschen Fassung ersetzt.
Die Fahrerlaubnisverordnung und Fahrzeug-Zulassungsverordnung tragen heute Langfassungstitel, die sich noch auf den Originaltitel (Langfassung) der StVZO aus den 1930er Jahren beziehen: Verordnung über die Zulassung von Personen zum Straßenverkehr bzw. Verordnung über die Zulassung von Fahrzeugen zum Straßenverkehr.